# Cymothoe blassi
Cymothoe blassi är en fjärilsart som beskrevs av Gustav Weymer 1892. Cymothoe blassi ingår i släktet Cymothoe och familjen praktfjärilar. Inga underarter finns listade i Catalogue of Life.